# Anna Cummins
Anna Cummins, geborene Mickelson (* 21. März 1980 in Seattle), ist eine ehemalige US-amerikanische Ruderin, die zwei olympische Medaillen gewann.

## Sportliche Karriere
Anna Mickelson begann 1998 mit dem Rudersport. Die 1,80 m große Ruderin studierte an der University of Washington, startete für das Universitätsteam der Washington Huskies und trainierte am Pocock Rowing Center. Bei den (inoffiziellen) U23-Weltmeisterschaften 2000 gewann sie die Goldmedaille im Vierer ohne Steuerfrau. 2002 gewann sie mit dem amerikanischen Achter ihren ersten Weltmeistertitel. Im Jahr darauf belegte der US-Achter den fünften Platz bei den Weltmeisterschaften in Mailand. Bei den Olympischen Spielen 2004 gewann der rumänische Achter vor dem Großboot aus den USA.
2005 trat Mickelson im Doppelvierer an und belegte den fünften Platz bei den Weltmeisterschaften in Gifu. 2006 ruderte sie zusammen mit Megan Cooke im Zweier ohne Steuerfrau, die beiden gewannen unter anderem die Weltcup-Regatta in Luzern. Bei den Weltmeisterschaften 2006 in Eton belegten Mickelson und Cooke den vierten Platz. Die beiden traten in Eton auch mit dem Achter an und gewannen hier den Weltmeistertitel. 2007 ruderte Mickelson im Zweier erneut mit Megan Cooke, die aber vor den Weltmeisterschaften ausfiel. Bei den Weltmeisterschaften 2007 belegte Mickelson im Zweier den siebten Platz mit Portia McGee und gewann den Titel im Achter. Auch bei den Olympischen Spielen in Peking trat Anna Cummins, wie sie nach ihrer Heirat im September 2007 hieß, in zwei Bootsklassen an. Wie bei den Weltmeisterschaften im Jahr zuvor belegte sie mit Portia McGee den siebten Platz im Zweier und gewann den Titel im Achter. 